# Conus swainsoni
Conus swainsoni is een in zee levende slakkensoort uit het geslacht Conus. De slak behoort tot de familie Conidae. Conus swainsoni werd in 1986 beschreven door Estival & von Cosel. Net zoals alle soorten binnen het geslacht Conus zijn deze slakken roofzuchtig en giftig. Zij bezitten een harpoenachtige structuur waarmee ze hun prooi kunnen steken en verlammen.